# Instalações da primeira classe do RMS Titanic
Refletindo a reputação da White Star Line de conforto e luxo superiores, o RMS Titanic tinha vastas instalações para os passageiros da Primeira Classe, que eram amplamente consideradas como as melhores de seu tempo. Em contraste com seus competidores Franceses e Alemães, cujos interiores eram extravagantemente decorados e pesadamente adornados, o Titanic enfatizava o conforto e elegância moderada mais no estilo de uma mansão em um país britânico ou um hotel de luxo. O enorme tamanho do Titanic permitiu-lhe apresentar salas incomumente grandes, todas equipadas com as mais recentes tecnologias de conforto, higiene e conveniência. Cabines e espaços públicos recriavam estilos históricos com uma atenção minuciosa aos detalhes e precisão. Além disso, havia uma ampla gama de instalações recreativas e esportivas que ofereciam muitas oportunidades de diversão durante a viagem.
Embora muito similar ao seu navio irmão e predecessor, o RMS Olympic, o Titanic apresentava cabines adicionais de Primeira Classe, salas públicas ampliadas e uma miríade de pequenas melhorias para aumentar seu luxo e conforto

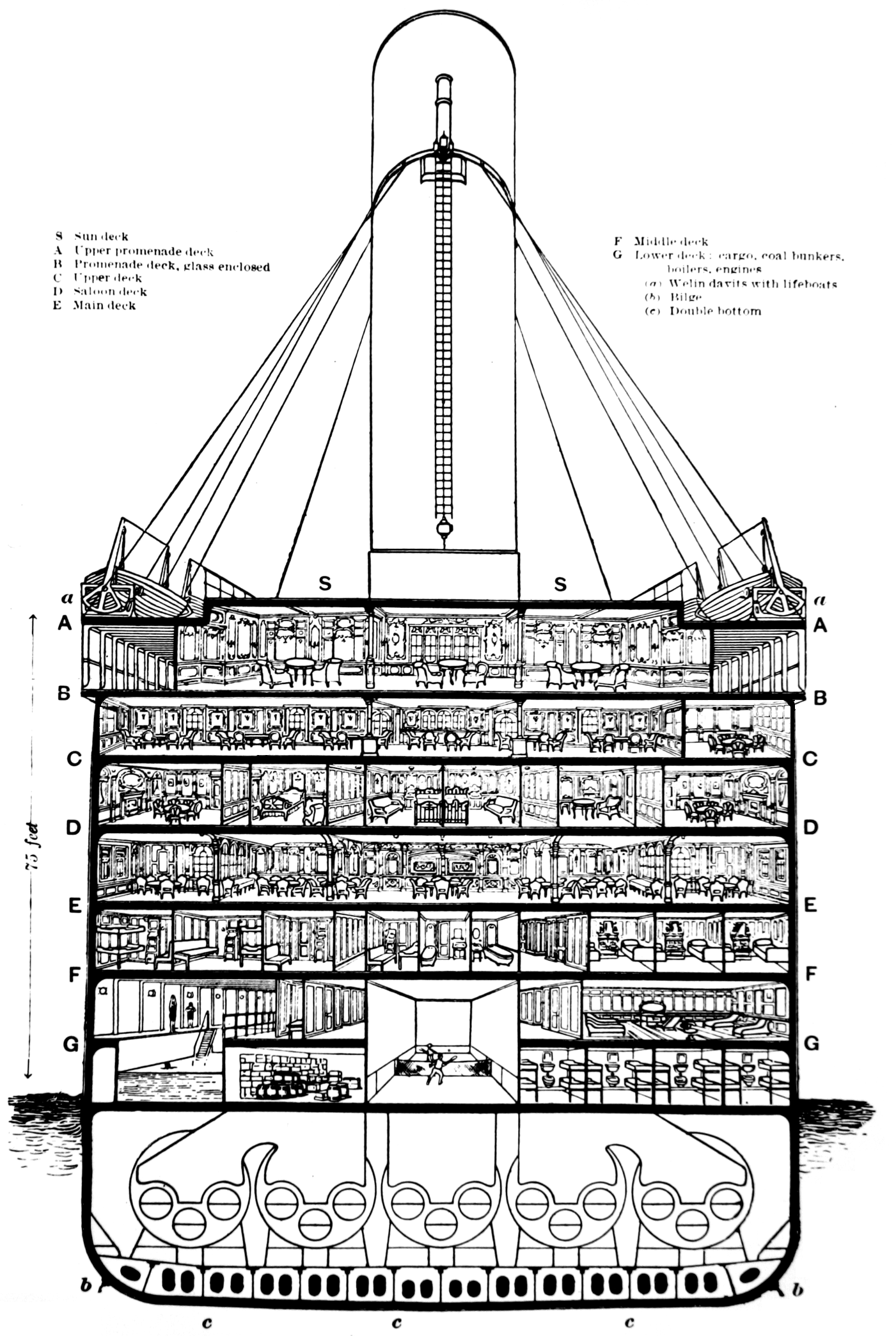
Diagrama de corte do Titanic

## Localização
A maior parte das instalações e acomodações de Primeira Classe situava-se nos conveses superiores, dentro da superestrutura do Titanic, onde as vibrações e barulhos dos motores eram bem menores. A totalidade do Convés A foi dedicada ao espaço de recreação e alojamento da Primeira classe, juntamente com a maioria dos conveses B e C. As acomodações da Primeira Classe estavam localizadas em todos os níveis até o Convés F, o que significa que os passageiros da Primeira Classe desfrutavam de mais espaço do que qualquer outra classe de passageiros do navio.

## Acomodações

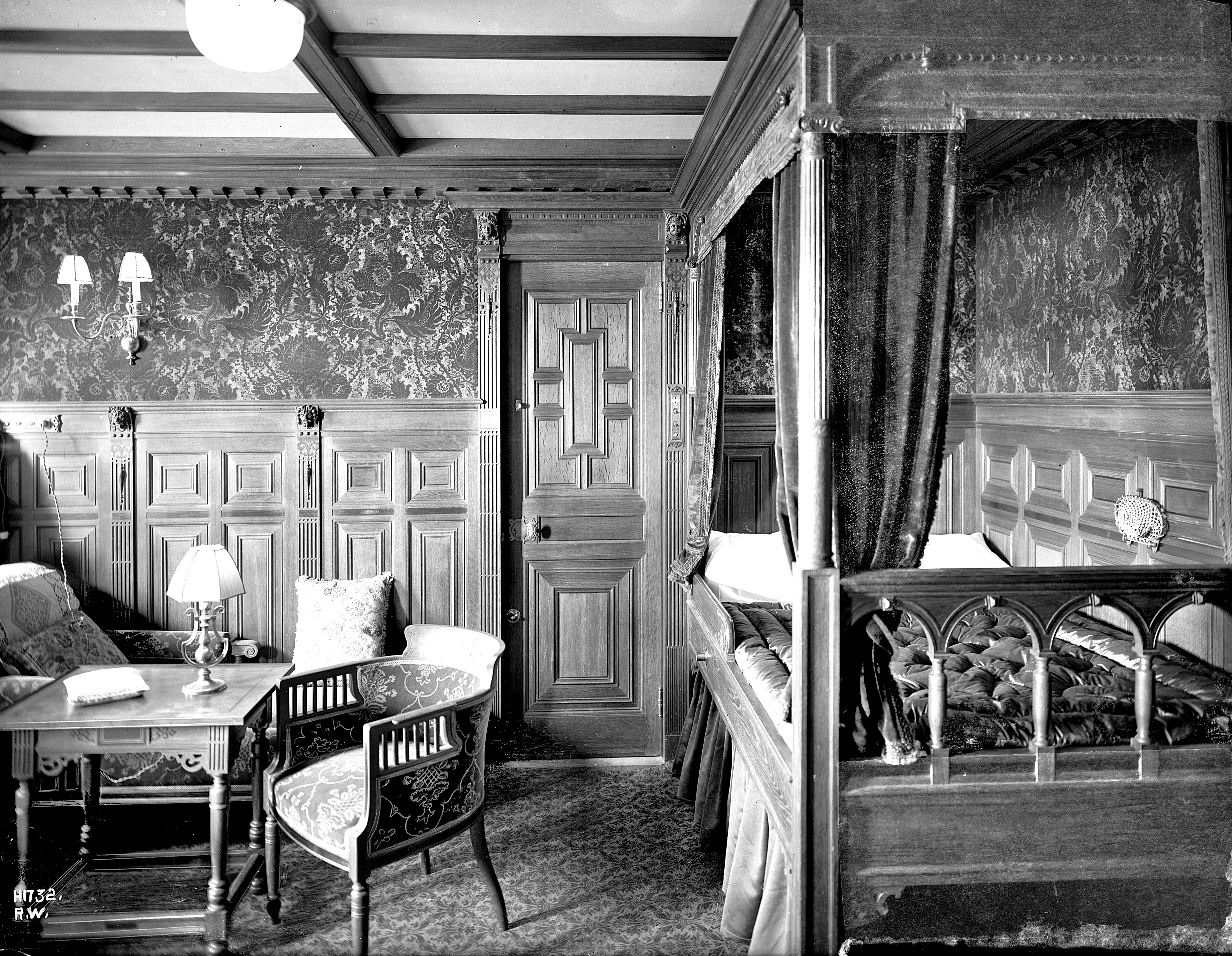
Cabine B-59 do Titanic

O Titanic oferecia as melhores e mais luxuosas acomodações de primeira classe que poderiam ser encontradas em qualquer transatlântico contemporâneo. A cabine de Primeira Classe mais barata poderia ser reservada por £23 (aproximadamente £2.484 em 2017), sem as refeições. O preço de uma suíte poderia variar de £400 (£43.200 em 2017) até £870 (£93.960 em 2017) por uma "Deluxe" Parlour Suite no auge da alta temporada de travessia. Isto é o equivalente à mais de $116.000 em 2017 (R$383.000) pela acomodação mais cara do  Titanic.

### Decoração e Variedade
As cabines do conveses B e C eram ricamente decoradas com uma grande variedade de estilos decorativos. Uma etiqueta em cada porta anunciava o estilo daquela cabine em particular, incluindo Luís XIV, XV e XVI, Império Francês, Georgiano, Jacobino e Renascimento Italiano. Havia uma ampla gama de painéis finamente esculpidos, folheados e marchetaria feitos de madeiras importadas exóticas como mogno, sicômoro, nogueira, carvalho e pau-cetim. Tal era a atenção aos detalhes históricos que cada peça dos móveis, luminárias, estofados e marcenaria foram recriados com um cuidado obsessivo pela precisão de designers e mestres artesãos na Harland and Wolff. As acomodações da Primeira Classe ocupavam quase inteiramente os conveses B e C, mas também grandes seções frontais dos conveses A, D e E; um punhado de cabines de primeira classe era localizado no Convés dos Botes entre a Grande Escadaria da frente e os Quartos dos Oficiais. No Convés E suítes e cabines eram intercambiáveis entre a Primeira e Segunda classes, significando que seções poderiam ser priorizadas para uma ou outra classe no evento de overbooking ou alta procura. Apenas o lado estibordo do Convés E pertencia à Primeira/Segunda Classe, todo o lado de bombordo possuía cabines da terceira classe e tripulação.
O espaço que era determinado para circular a área de passeio do Convés B no Olympic foi convertido em suítes mais amplas no  Titanic, as melhores a bordo. Muitas destas suítes tinham entradas privadas, quartos separados para criados, portas adjascentes e banheiros dentro das suítes; elas poderiam ser reservadas em grupos para acomodar famílias e criados. No total, havia quase 330 quartos de primeira classe, 100 dos quais eram de um só dormitório.
O tipo de cabine da Primeira Classe que predominava era aquelas com dormitório simples ou duplo que continha uma penteadeira, sofá, guarda-roupa e lavatório com tampo de mármore com lavatório. Cabines com dormitório duplo tinham lavatórios e prateleiras que poderiam ser dobradas para economizar espaço. Muitas também tinham beliches adicionais suspensos sobre a cama principal, que poderiam ser dobrados contra a parede. As cabines aumentavam de tamanho a partir de então, com camas de casal, armários embutidos e áreas de estar confortáveis. Cabines com um dormitório, como aquelas no Convés A, eram decoradas mais modestamente do que as luxuosas suítes dos conveses B e C. Acima da maioria das camas havia uma tomada elétrica com um botão para chamar um mordomo, uma lâmpada de leitura e uma cesta de malha de arame para guardar itens pequenos. Embora o Titanic fosse aquecido internamente, todas as cabines da Primeira Classe continham aquecedores elétricos para fornecer calor adicional e os passageiros poderiam receber aquecedores elétricos pedindo a um mordomo.

### Instalações e Conveniências
Como era padrão da época, a maior parte dos banheiros da Primeira Classe era compartilhado. Lavatórios comunitários com sinalização iluminada poderiam ser encontrados ao longo das passagens divididos por sexo. Um passageiro poderia tomar um banho notificando um mordomo, que obteria o banheiro com base na disponibilidade. Devido à necessidade de conservar o suprimento limitado de água doce, os banheiros eram abastecidos com água do mar; apenas os chuveiros dos banheiros privativos utilizavam água fresca. O Titanic tinha uma proporção impressionante de banheiros privativos para os passageiros, mais do que qualquer outro navio em 1912. Praticamente todas as suítes dos conveses B e C tinham banheiros privativos.
Embora a roupa de cama fosse trocada diariamente, não havia lavanderia a bordo devido ao limitado suprimento de água doce. Os passageiros poderiam ter suas roupas passadas e os sapatos engraxados com um pedido, pagando uma pequena taxa. Chá da manhã e bolos eram servidos aos passageiros em suas cabines, mas não havia serviço de quarto no sentido moderno – os passageiros  tinham que ir ao salão para ser servidos de café da manhã completo e outras refeições.

### As Parlour Suites

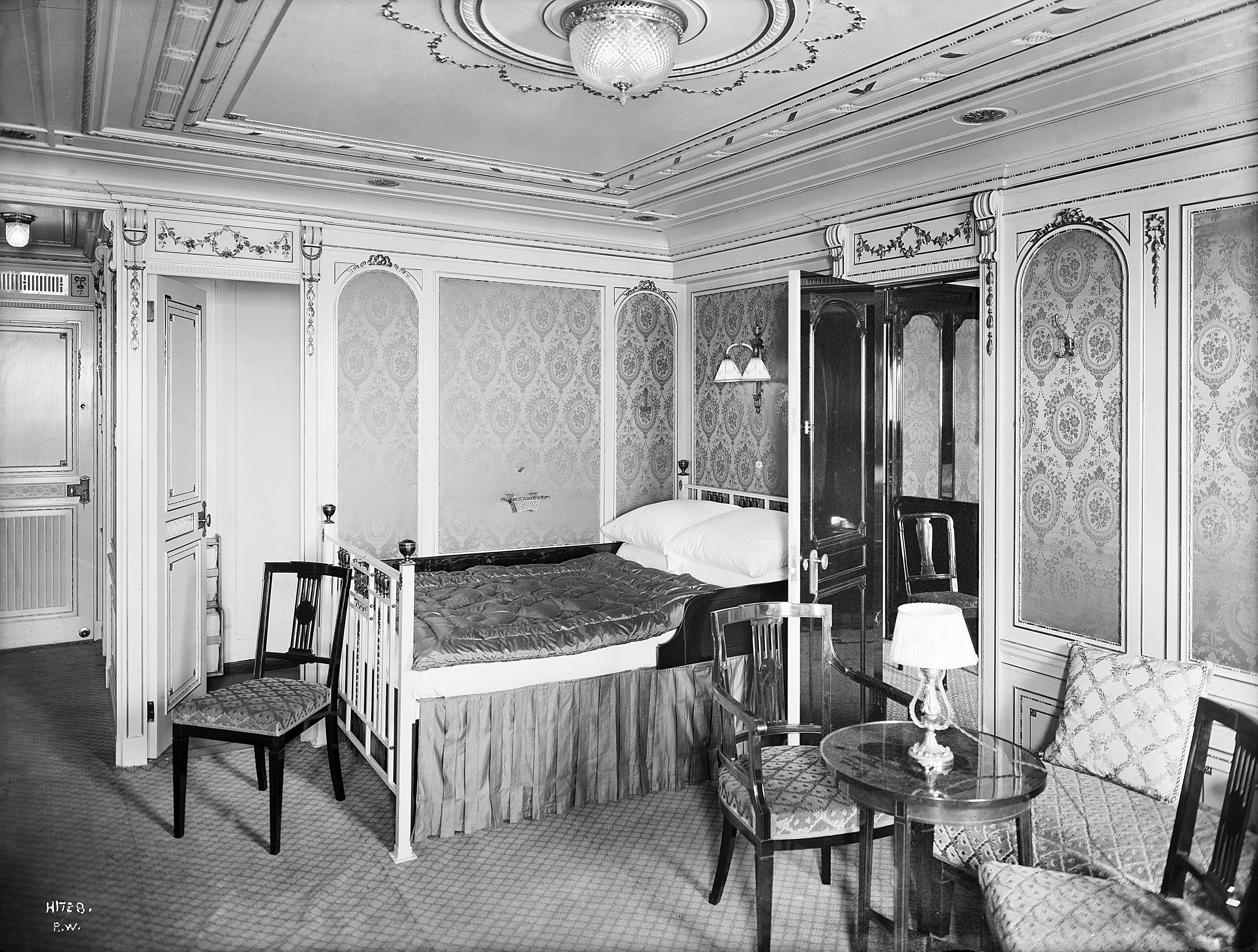
Cabine Parlour Suite B-58 em Estilo Luís XVI do Convés B

A mais esplêndida acomodação da Primeira Classe tanto no Titanic quanto no Olympic onde ficavam as quatro "parlour suites" nos conveses B e C, ao lado da Grande Escadaria. As duas no convés B eram anunciadas como "Deluxe" Parlour Suites ou Promenade Suites, pois cada uma contava com um convés de passeio privado com 50 pés (15,24 metros), algo que era exclusivo do Titanic. O convés de passeio conectava às entradas da Primeira Classe ao passadiço imediatamente à frente, permitindo que as copiosas quantidades de bagagem normalmente transportadas pelos passageiros mais ricos do Titanic fossem carregadas diretamente para  suas suítes. Cada Parlour Suite continha duas grandes camas, dois roupeiros embutidos, banheiro privado, lavatório e uma espaçosa sala de estar. As salas de estar eram salas luxuosas que permitiam receber pequenos grupos de convidados. Cada uma apresentava uma lareira falsa, uma grande mesa de cartas, sofás e cadeiras de veludo, aparadores e escrivaninhas, a sala de estar de bombordo era decorada em Estilo Luís XV, os quartos adjacentes desta suíte eram decorados em Estilo Imperial Francês e Estilo Luís XIV, respectivamente. A sala de estar de bombordo era decorada no Estilo Adam, e os quartos adjacentes eram decorados em Estilo Renascença Italiana e em Luís XIV (idêntica à da suíte de bombordo), respectivamente. 
Os dois conveses de passeio privados eram únicos no Titanic, decorados com painéis de madeira no estilo da arquitetura Tudor, cadeiras de vime, sofás, mesas e vasos de plantas. O presidente da White Star Line, J. Bruce Ismay, ocupava a "Deluxe" Suite no lado de bombordo do Titanic, enquanto a suíte de estibordo estava ocupada pela milionária americana Sra. Charlotte Drake Cardeza, seu filho e sua comitiva.

### Condição nos Destroços
Houve relativamente pouca exploração das cabines da Primeira Classe no Titanic desde seu descobrimento. Apenas as cabines da seção de proa, à frente da Grande Escadaria sobreviveu em condição apreciável. Como as cabines foram todas emolduradas em pinho e teca, muitas das paredes entre as cabines se deterioraram, deixando um labirinto de fios elétricos emaranhados e outros destroços traiçoeiros para os ROVs. A expedição de 2001 que deu origem ao documentário Ghosts of the Abyss de James Cameron, focou nas cabines de alguns dos mais famosos passageiros do Titanic, incluindo Henry S. Harper, Molly Brown e Edith Russell. Imagens impressionantes do mármore em estilo "adamesco" da lareira na sala de estar da suíte de Bruce Ismay e a lareira dourada no Estilo Luís XV da sala de estar da Sra. Cardeza foram produzidas. O Convés de Passeio Privado de Ismay também foi descoberto, com os remanescentes dos painéis de madeira vistos pela primeira vez desde o naufrágio.
Os destroços mais comuns continuam sendo aqueles que delineiam as cabines, tais como mesas, móveis de madeira, beliches desmoronados, lâmpadas prateadas, portas, estrados de latão das camas e até mesmo armários verticais com seus conteúdos ainda no lugar nas prateleiras. No campo de destroços estão espalhados centenas de itens das cabines da Primeira Classe que saíram do navio durante sua ruptura.

## Instalações esportivas

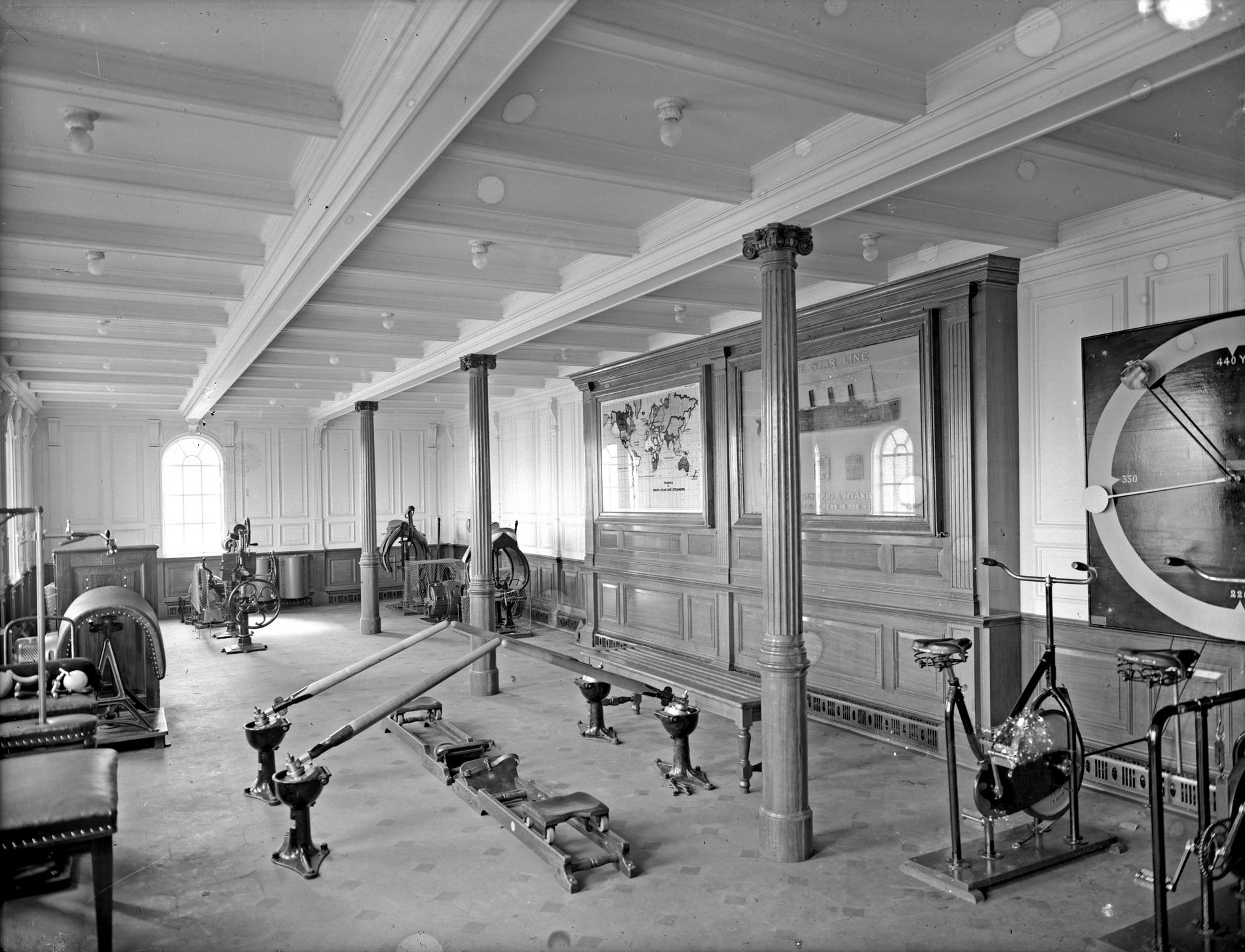
O ginásio

O Titanic contava com inúmeras instalações esportivas e para relaxamento incluindo:
- Um ginásio incluindo um saco de boxe, uma máquina de remo, bicicletas de exercício, bicicletas estacionárias, um camelo elétrico e um cavalo elétrico.
- Banhos turcos, banheiras e salas de vapor
- Sala de massagem privativa
- Piscina
- Quadra de squash
- Barbeiro

### Ginásio
O ginásio da Primeira Classe estava logo atrás da Grande Escadaria do lado de estibordo no Convés dos Botes. Era uma sala bem iluminada com painéis de carvalho pintados de branco e piso de cerâmica. Ao longo da parede oposta à entrada havia uma instalação de carvalho esculpida com um corte ilustrativo de um transatlântico da Classe Olympic e um mapa descrevendo as rotas operadas pela White Star Line pelo mundo. A sala estava equipada  com equipamentos de exercícios de última geração fabricados em Wiesbaden, incluindo camelos elétricos, dois cavalos elétricos, um remo seco, saco de boxe, uma máquina de levantamento de peso e bicicletas mecânicas.
Havia um treinador permanentemente na equipe chamado T.W. McCawley que auxiliava os passageiros no uso dos aparelhos. O ginásio estava aberto nas horas a seguir, e como qualquer outra instalação recreacional a bordo do Titanic, segregadas por gênero e idade:
- 9:00 – 12:00 para senhoras
- 13:00 – 15:00 apenas para crianças
- 14:00 – 18:00 apenas para cavalheiros

O telhado da casa do convés que cercava o ginásio desabou e a sala em si está afundando para o convés abaixo. No entanto, os painéis de madeira que revestem as paredes são reconhecíveis e algumas das máquinas de exercício.

### Banhos Turcos
Ao longo do lado de estibordo do Convés F estava um complexo de spa para os passageiros da Primeira Classe conhecido como Banhos Turcos. Além do  Titanic, apenas os navios da White Star RMS Adriatic (1906) e o RMS Olympic (1911) tinham Banhos Turcos a bordo.
Havia uma Sala Temperada, Sala Fria, Sala Quente, Sala de Vapor, banhos e duas salas de xampu onde as massagens eram feitas.
Os banhos eram segregados por sexo, e disponíveis para mulheres entre as 9:00  e as 12:00, e para homens entre as 14:00  e as 18:00. Havia uma cobrança de 4 shillings/$1, por pessoa para entrada.
A Sala Fria era a atração central dos Banhos Turcos, decorada com uma mistura de estilos neoislâmico/árabe para evocar um Hamame. As paredes eram adornadas com azulejos verde-azulados brilhantes, teca ricamente entalhada e lâmpadas de bronze. Contra uma parede havia um bebedouro de mármore. O teto era profundamente recuado e pintado de um carmesim profundo, com vigas douradas e lampiões suspensos, sustentados por pilares envoltos em teca. As portinholas eram escondidas por cortinas esculpidas no estilo Cairo e as portas eram adornadas com semi-cúpulas douradas para dar um efeito exótico. Por toda a sala havia cadeiras dobráveis de teca, mesas de Damasco e espreguiçadeiras com almofadadas para relaxar. Havia também pequenos cubículos com cortinas para se trocar.

#### Condição nos destroços
A Sala Fria foi redescoberta em 2005 durante a expedição que deu origem ao documentário de James Cameron Last Mysteries of the Titanic, em um incrível estado de preservação. A sala teria inundado no início do naufrágio e sua localização no interior do navio o impediu de sofrer danos quando a proa atingiu o leito do mar. Está protegida dos micróbios destrutivos e criaturas marinhas que consomem mais as partes expostas do navio;
por causa disso, a madeira está em boas condições e até as delicadas poltronas e a estrutura dos vestiários sobrevivem em condições reconhecíveis.

### Piscina
Do outro lado do corredor dos Banhos Turcos, havia uma piscina aquecida com impressionantes 9,14 m. de comprimento por 4,26 m. de largura e 2,13 m. de profundidade. A profundidade da água era de 1,64 m. na parte mais profunda e 1,40 m. na parte rasa. Água salgada aquecida vinda de um tanque e água fria do mar eram bombeadas para dentro da piscina assim que o navio partia para o mar. A sala oferecia 13 cubículos para troca de roupa e 2 chuveiros para conveniência. Os pisos eram revestidos de azulejos de linóleo azul e branco, e uma escada de mármore com degraus de teca descia até a piscina. O uso da piscina custava $0,25/1 shilling mas era aberta para homens sem cobrança de taxa entre às 6 e 8 da manhã para exercícios matinais.
O Olympic tinha dois trampolims que provaram ser um risco de segurança para os mergulhadores, então não foram instalados no Titanic.
Quando a embarcação estava se movendo, a quantidade de água que espirrava para frente e para trás poderia fazer com que o mergulho fosse enganosamente raso.
A entrada para a piscina era bloqueada por uma porta estanque fechada ao longo da antepara. Está presumivelmente em bom estado assim como os Banhos Turcos que estão próximos, dada a lenta inundação que ocorreu nesta parte do navio e os materiais resilientes usados na construção da piscina.

### Quadra de squash
O Titanic contava com uma quadra de Squash/Raquete na proa, no fundo do navio do Convés G. Media 9,14 m. por 6 m. e assim como o Ginásio, tinha seu próprio instrutor e equipe, Sr. Frederick Wright. Havia uma galeria de espectadores no Convés F com vista para a quadra. Poderia ser acessada apenas por uma escada separada a partir do Convés D, de onde o passageiro desceria por três conveses além da plataforma de observação. A taxa para jogar por meia hora era de 2 shillings/$0,50 (aproximadamente $12 em valores de 2017).

### Barbearia
Uma pequena barbearia estava localizada ao lado da Grande Escadaria do fundo do navio no Convés C, aberta entre 7:00 h. e 19:00 h. Havia um barbeiro permanentemente na equipe que oferecia serviços de lavagem, barbeiro e cabeleireiro por 1 shilling/$0,25 cada. A sala em si foi instalada com duas cadeiras giratórias, uma bancada de mármore com dois lavatórios e um banco acolchoado de couro.
A barbearia também oferecia pequenos souvenirs e colecionáveis para compra, incluindo cartões postais, bugigangas com a marca White Star, tabaco, bonecas, canivetes e chapéus.

## Cafés e restaurantes

### RestauranteÀ la Carte

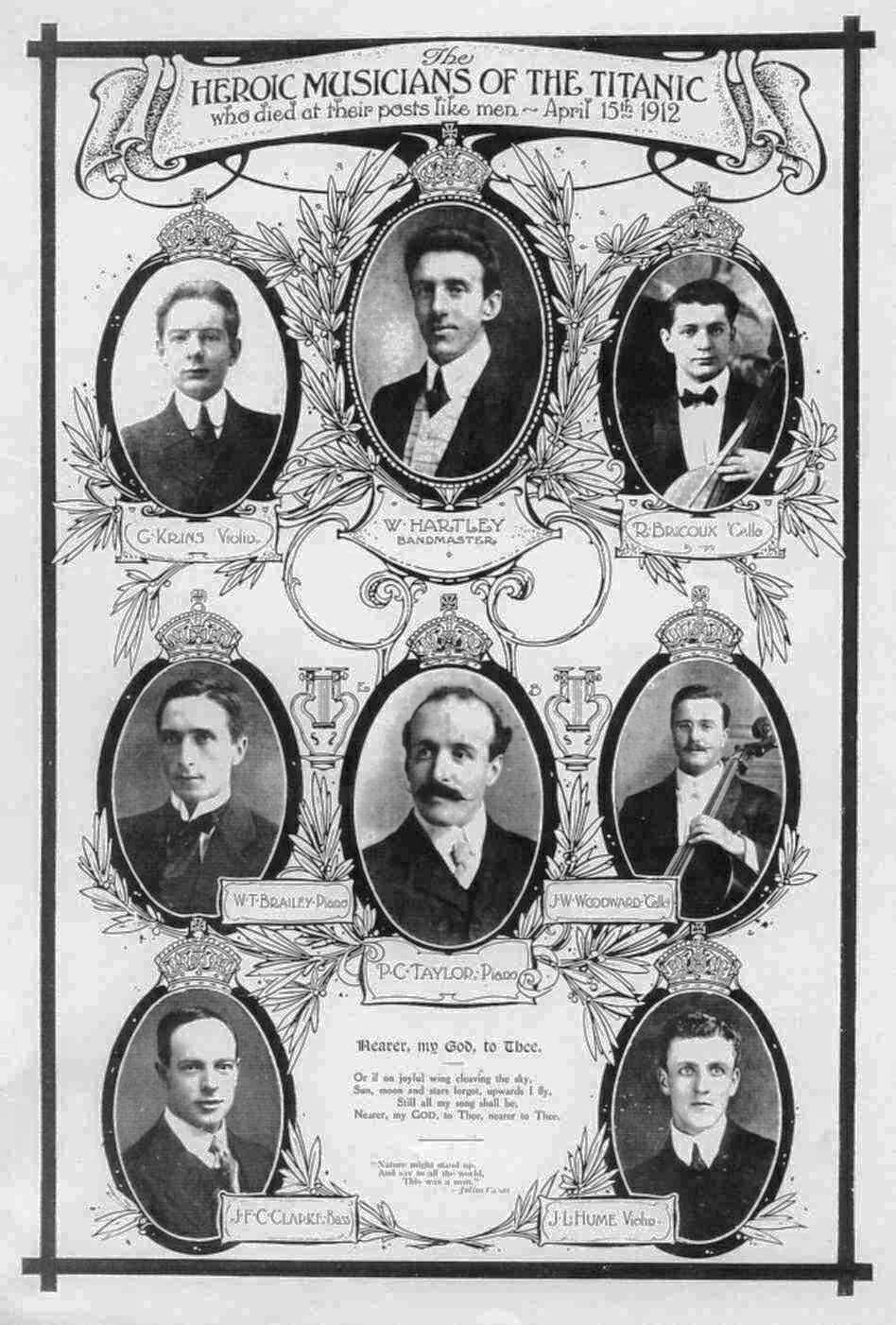
O trio de músicos do Titanic tocava na recepção do À la Carte Restaurant enquanto o quinteto tocava principalmente na Recepção da Primeira Classe no Convés D

O Restaurante À la Carte era um luxuoso restaurante aberto exclusivamente para os passageiros da Primeira Classe. O Olympic e o  Titanic foram os primeiros navios britânicos a ter restaurantes separados dos salões de jantar principais. Este era uma imitação do restaurante Ritz que foi primeiramente uma das atrações a bordo navio da Hamburg-Amerika SS Amerika em 1905, que tinha provado ser enormemente popular. O restaurante poderia acomodar 137 pessoas ao mesmo tempo. No Olympic o salão estava entre os conveses de passeio da Segunda Classe de cada lado, o fazendo menor do que na versão do Titanic, cujo restaurante se estendia do lado de bombordo do navio e cujo convés de passeio de estibordo tinha se transformado no Café Parisien.
O restaurante era a alternativa preferida aos salões de jantar principais e dava aos passageiros a opção de desfrutar de uma luxuosa cozinha francesa de
haute cuisine por um custo adicional. Um passageiro podia optar por comer exclusivamente no restaurante durante a viagem e receber um desconto de ₤3- ₤5 no seu bilhete no momento da reserva. Ao contrário do restaurante principal, o restaurante dava aos passageiros a liberdade de comer sempre que quisessem (entre 8:00 h. e 23:00 h.). O restaurante não era gerido pela White Star Line; Luigi Gatti o gerenciava como uma concessão e sua equipe não era parte da tripulação.
O restaurante era um dos salões mais luxuosos do navio, decorados no estilo Louis XVI, com painéis de nogueira francesa requintadamente esculpidos com detalhes em latão dourado. Colunas caneladas intercaladas por toda a sala eram esculpidas com fitas douradas e os tetos de gesso eram delicadamente moldados com motivos florais e de fitas. Espelhos foram instalados dentro dos painéis imitando janelas e a sala foi dividida em baias ao longo de cada lado com espelhos ovais inseridos. Ao longo da parede da frente havia um grande bufê com tampo de mármore cor de pêssego e ao longo da parede do fundo havia um coreto elevado para a orquestra, com bufês de cada lado contendo o silver service e os talheres. O restaurante apresentava seu próprio jogo personalizado de porcelana em dourado e azul cobalto. O carpete de Axminster em "Rose du Barry" cobria o chão e as poltronas de nogueira francesa eram forradas com estampas de rosas cor-de-rosa de tapeçaria Aubusson. O Restaurante À la Carte provia a atmosfera mais intimista a bordo. De fato, metade das mesas do restaurante atendia duas pessoas, enquanto poucas dessas mesas eram oferecidas no salão de refeições principal.
Os passageiros sempre se referiam ao restaurante como o Ritz. A Sra. Walter Douglas, passageira da primeira classe que sobreviveu ao naufrágio, deu seu relato sobre o Restaurante À la Carte:

Era a última palavra em luxo. As mesas eram cinza com rosas e margaridas brancas […] a orquestra de cordas tocando música de Puccini e Tchaikovsky. A comida era soberba: caviar, lagosta, codorna do Egito, ovos de tarambola e uvas e pêssegos frescos.
Na noite do naufrágio, os Wideners, um casal rico da Filadélfia, organizou um jantar no restaurante em homenagem ao Capitão Smith.

#### Artefatos e acessórios do Restaurante À la Carte
A expedição Ghosts of the Abyss de 2001 tentou entrar no Restaurante À la Carte, mas encontrou a parte traseira dos conveses A e B seriamente danificada, pois os conveses desabaram um sobre os outros. Relativamente poucos artefatos foram recuperados do campo de  destroços que pertenceriam ao restaurante. O mais digno de nota é a porta de um cofre que estava no escritório do restaurante que é exibida em várias exposições itinerantes. Outras peças são um candelabro de latão retorcido, um candelabro dourado de parede e muitas peças intactas do conjunto de porcelana que se acredita terem sido feitas para o Restaurante. Em 2012 um menu de papel do restaurante foi exibido com a exposição itinerante do Titanic em Las Vegas.
Grande parte da requintada madeira dourada deste restaurante do Olympic foi comprada antes de seu desmonte e sobreviveu por anos em casas particulares no norte da Inglaterra. Em 2000 a Celebrity Cruises comprou os painéis, com espelhos e arandelas, dos proprietários de uma residência particular em Sheffield e instalou-os em um novo restaurante que tinha como tema o RMS Olympic, a bordo do navio Celebrity Millennium. Outra casa com 24 painéis do restaurante foi encontrada em  2012.

### Salão de jantar

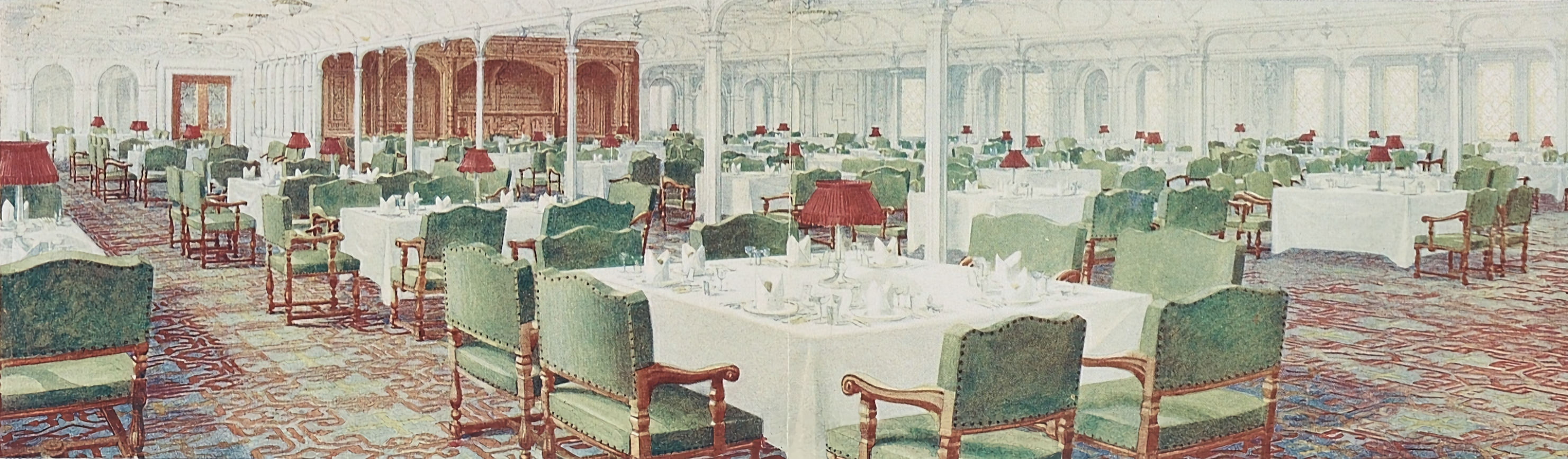
Salão de jantar da Primeira Classe

No Convés D, havia um enorme salão de jantar da Primeira Classe com 34,70 m. de comprimento por 28 de largura e 1.000 m2 em volume; era o maior salão a bordo de qualquer navio em 1912, e acomodava até 554 passageiros. Os desenhistas do navio tinham originalmente planejado construir um extravagante salão de jantar de dois andares com uma cúpula para o Titanic e seus irmãos, como aqueles nos navios da Cunard Lusitania e Mauretania. Isso foi vetado ainda no início dos estágios de projeto em favor de um salão luxuoso de um único convés que, apesar de tudo, excedeu em muito os seus concorrentes da Cunard em termos de espaço.
O salão de jantar era decorado com painéis de madeira esculpidos no estilo jacobino e pintados em esmalte branco brilhante. Havia dois corredores no comprimento da sala que criavam uma grande área de jantar central delineada por pilares. Na parte anterior e posterior da área central, havia duas estações de bufê de carvalho elaboradamente esculpidas que contrastavam calorosamente com a sala totalmente branca. Em ambos os lados da área de estar central, a sala foi dividida em alcovas por paredes divisórias com janelas arqueadas. No total, havia 115 mesas, prontas para duas ou até 12 pessoas. As crianças podiam comer aqui com seus pais, desde que o restaurante não estivesse lotado.
O salão de jantar do Titanic possuía azulejos de linóleo vermelho e azul. A mobília era feita de carvalho e cadeiras estofadas em couro verde escuro, incomum no fato de que não eram cadeiras giratórias presas ao chão (um recurso padrão em outros salões de jantar de Primeira Classe da época). As vigias da sala eram elegantemente escondidas por altas janelas de vidro com chumbo de 1,5 m., dando aos passageiros a impressão que estavam comendo em terra ao invés do mar. Para dar ainda mais atmosfera, as janelas eram iluminadas por trás durante as refeições da noite. As refeições do salão de jantar eram preparadas na cozinha ao lado, que também servia o salão de jantar da segunda classe, localizado mais à frente no Convés D.
No Titanic, foi traçada um tabela de assentos para os comensais que permaneceriam naquele mesmo local durante a viagem, embora os passageiros pudessem fazer pedidos especiais de assento com o Comissário no início da viagem. O salão de jantar estava aberto entre 8:00 e 10:00 h para o café da manhã, 13:00 e 15:30 h. para o almoço e das 18:00 às 19:30 para o jantar. Os passageiros podiam jantar até às 20:15 h., o mais tardar, mas apenas mediante pedido antecipado a um mordomo. Um toque de corneta da canção "The Roast Beef of Old England" soava meia hora antes do almoço ou jantar pelo cornetista do navio, Peter W. Fletcher, para que os passageiros pudessem se vestir, antes de uma segunda chamada, sinalizando o início da refeição. Aos Domingos, iniciando às 11:00 h., o salão de jantar também era usado para o serviço da Igreja Anglicana, que era conduzido pelo capitão ou em sua ausência, por um ministro que viajava na Primeira Classe. O serviço era acompanhado por um quinteto, que incluía um piano. Ao contrário do que muitas vezes foi retratado em filmes, a orquestra não tocava durante as refeições.

#### Condição nos destroços e artefatos
O Salão de Jantar nunca tinha sido explorado até o filme de James Cameron Ghosts of the Abyss de 2001. Localizada no meio do navio, a maior parte da sala entrou em colapso - a extremidade traseira foi cortada durante o desmembramento do navio, permitindo que seu conteúdo se derramasse. A parte mais avançada sobrevive e é acessível a partir da Sala de Recepção, tendo a parede divisória se deteriorado. Várias das janelas retangulares de vidro com chumbo permanecem "in situ" juntamente com grande parte dos painéis de madeira, as luminárias de latão dourado e os suportes de ferro fundido para as mesas.
Muitas mesas do salão de jantar do Titanic foram recuperadas pelo Mackay-Bennett no local do naufrágio nas semanas seguintes ao acontecimento, como atestado em fotografias. Várias das grades de bronze das portas vaivém do salão de jantar foram identificadas no campo de destroços, junto com inúmeras peças de talheres, louças e copos do serviço do salão de jantar.

### Verandah Café

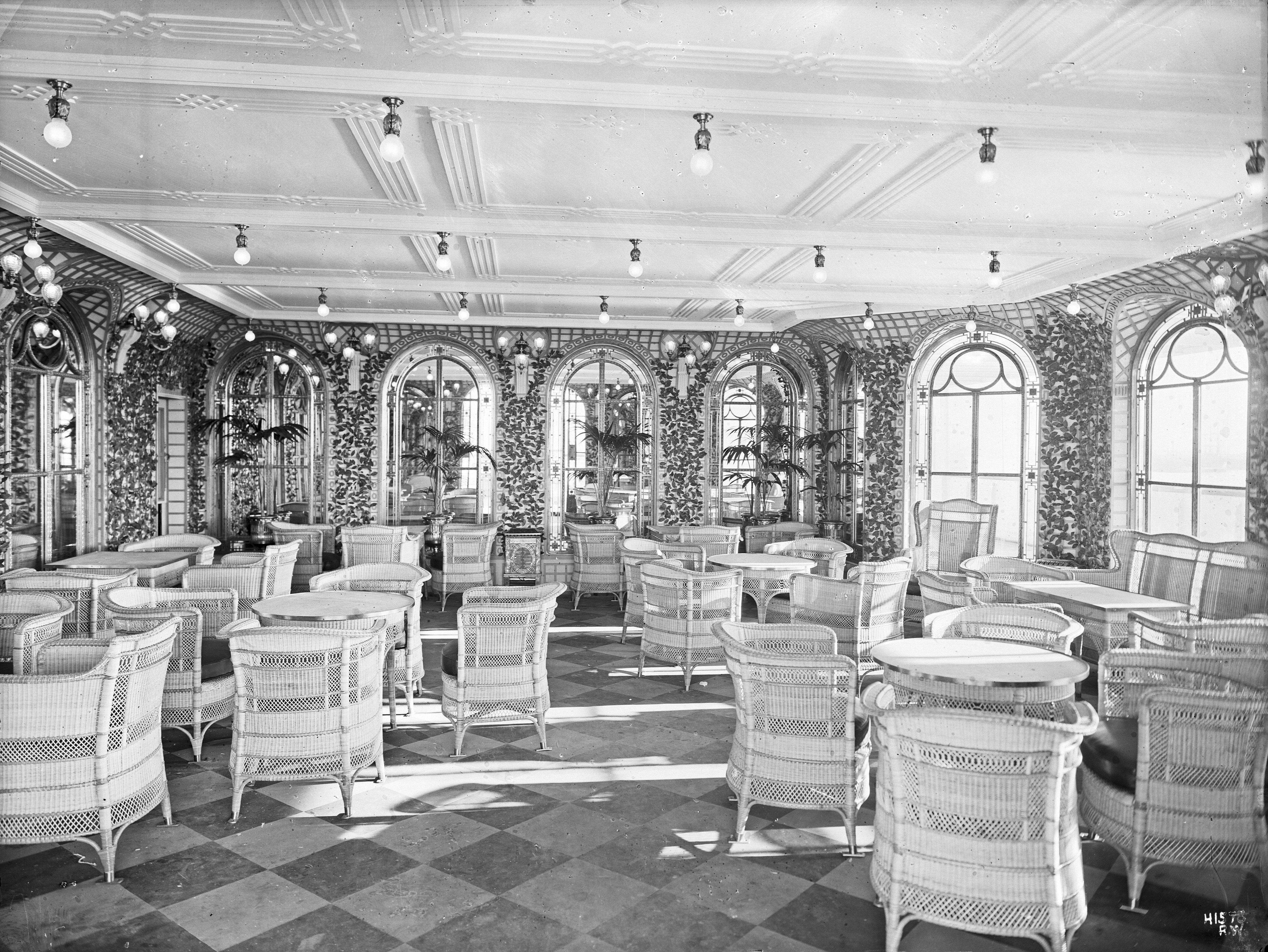
O Verandah Café do Olympic

O Verandah Café (também conhecido como Palm Court, ou Verandah and Palm Court) era dividido em dois salões, localizados em ambos os lados da escadaria da segunda classe, no Convés A. Reminiscente de um café na calçada ao ar livre, seus salões eram iluminados por grandes janelas e portas de correr duplas que se abriam para a extremidade traseira do Convés de Passeio da Primeira Classe. O café era elegantemente decorado com mesas e cadeiras de vime, espalhadas por um piso xadrez em marrom claro e bege. Várias plantas ao ar livre enchiam as salas, incluindo vasos com Kentia e treliças cobertas de hera.  O Café oferecia vistas impressionantes do oceano, mas era totalmente fechado para que pudesse ser apreciado em todos os tipos de clima, ao contrário dos cafés ao ar livre no Lusitania e no Mauretania. Passageiros da Primeira Classe podiam desfrutar de uma seleção de bebidas refrescantes no café.
O Verandah Café tinha seções para fumantes e não-fumantes. A seção de fumantes estava localizada no lado bombordo e era acessível pelo Salão de Fumantes da Primeira Classe. A seção para não-fumantes estava localizada no lado estibordo e era usada por crianças e suas mães para brincar. A notar, esta área oficialmente não existia a bordo. Ao contrário do Titanic, a seção para não-fumantes do Olympic era frequentemente deserta.
O Verandah Café era similar em estilo tanto no Olympic quanto no Titanic. Enquanto existam muitas fotos do café no Olympic, apenas uma fotografia do Café no Titanic existe. O salão estava na popa e foi destruído pelas severas implosões que ocorriam na descida até o fundo do oceano; no local dos destroços os restos do Convés A desabaram. Um fragmento da grade decorativa de bronze de uma das janelas do Verandah and Palm Court foi recuperado pela RMS Titanic Inc. e tem sido exibido nas exposições itinerantes.

### Café Parisien

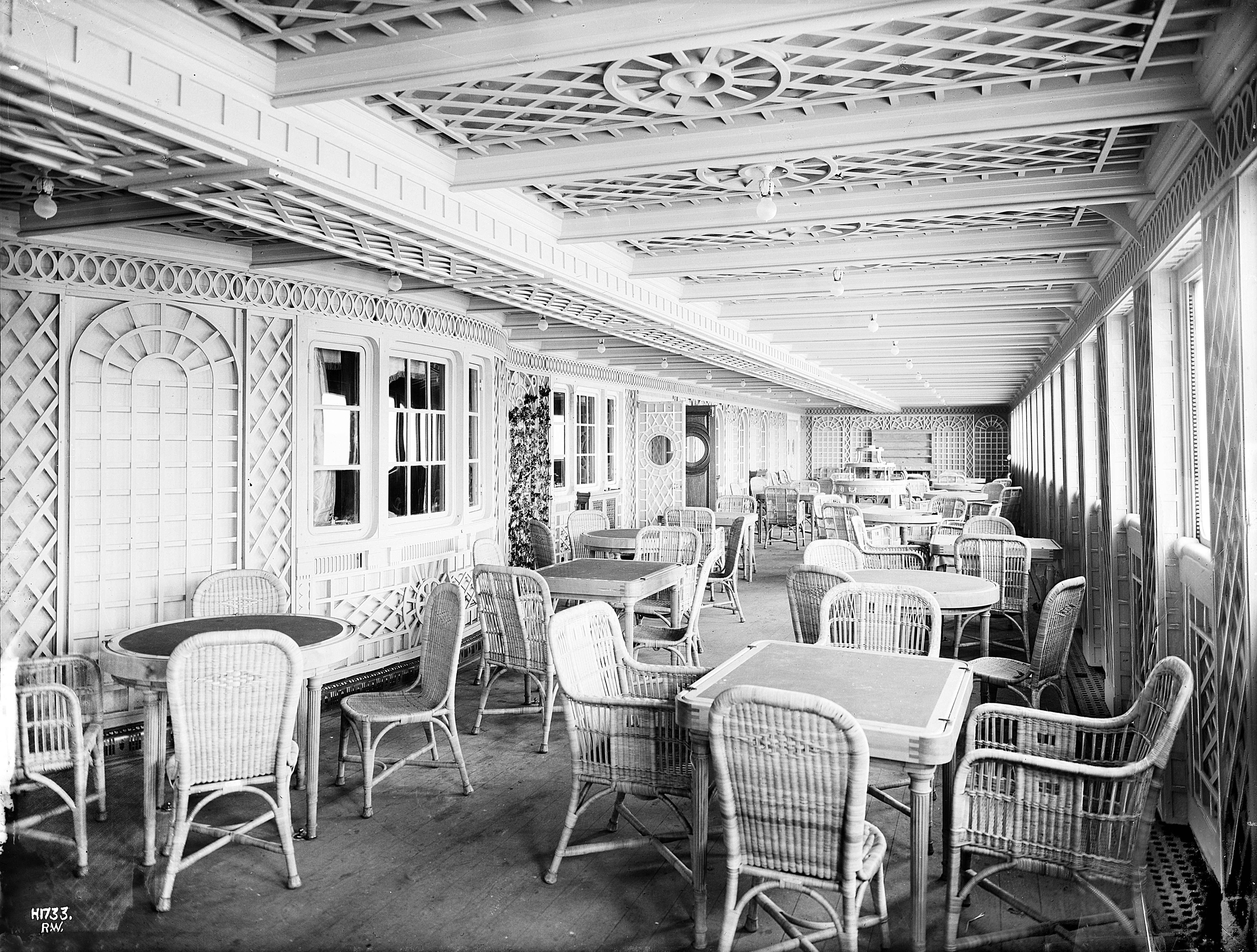
O Café Parisien do Titanic antes das plantas serem posteriormente adicionadas às suas paredes de treliça

O Café Parisien era uma nova atração no Titanic, desenhado para ocupar parte do espaço que no Olympic servia como área de passeio raramente usada no Convés B. Localizado no lado de estibordo, o café era conectado ao À la Carte Restaurant.
Como o restaurante, o Café Parisien era aberto das 8:00 até às 11:00 h. e compartilhava do mesmo menu e garçons. O café era  mobiliado com mesas e cadeiras de vime, acomodando até 68 passageiros, e foi decorado com treliças cobertas de hera e outras plantas trepadeiras. Havia um posto de buffet no centro do salão e aparadores eram localizados em cada extremidade da sala contendo um conjunto de porcelana. O Café Parisien era muito popular entre os jovens adultos.
Em 1912, a revista britânica The Shipbuilder deu a seguinte descrição do café:
...um Café Parisien, que é um recurso totalmente novo a bordo do navio, foi instalado em conexão com o restaurante, e aqui almoços e jantares podem ser servidos nas mesmas excelentes condições e com todas as vantagens do próprio restaurante... será visto que este café tem a aparência de uma encantadora varanda iluminada pelo sol, decorado com bom gosto em treliças francesas com hera e outras plantas rasteiras, e é provido de pequenos grupos de cadeiras ao redor de cômodas mesas.

## Locais para reuniões
Havia muitos outros locais que poderiam ser visitados por passageiros da primeira classe, incluindo:
- Sala de Recepção
- Lounge
- Salão de Fumo (apenas homens)
- Sala de Leitura e Escrita
- Convés de Passeio
- Grande Escadaria

### Salão de Fumantes

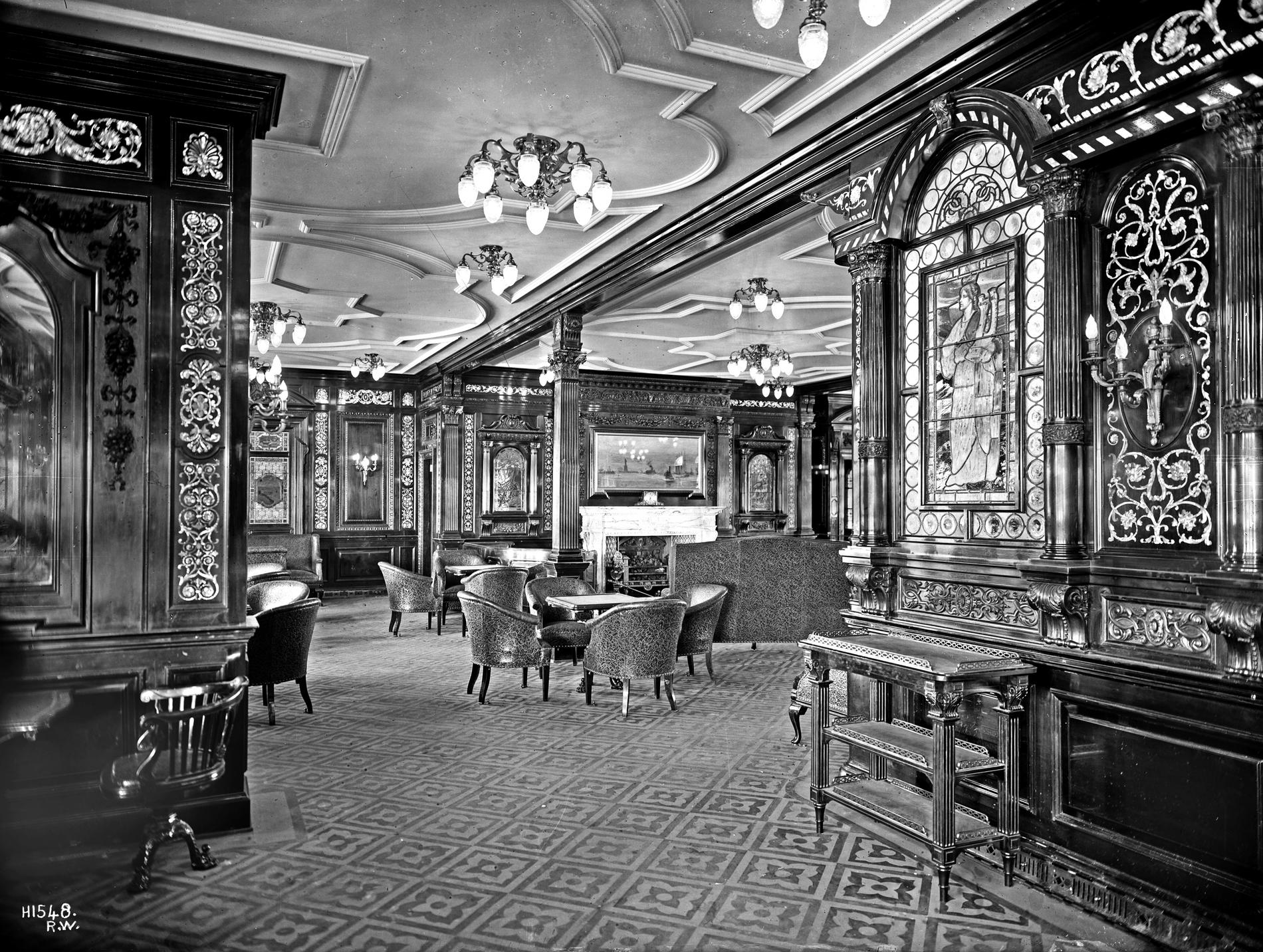
Salão de fumantes da Primeira Classe no RMS Olympic

Os passageiros da Primeira Classe poderiam desfrutar de um Salão de Fumantes no estilo estilo Georgianiano, encontrado no final do Convés A próximo à Grande Escadaria do fundo do navio. De acordo com as convenções sociais da época, a sala era exclusiva para homens. A fim de recriar a mesma atmosfera de um clube de cavalheiros, a sala era decorada com painéis de mogno escuro incrustados com madrepérola e ricamente entalhados. Inúmeras janelas com vitrais foram instaladas em nichos frontais dentro dos painéis, iluminados por trás. Assim como o Lounge, os tetos e janelas foram elevados acima do nível do convés dos botes para maior altura e o quarto era ladeado por alcovas com janelas salientes, também com vitrais.
O piso era de azulejos de linóleo azul e vermelho e o teto de gesso foi moldado com medalhões também de gesso. No centro da parede do fundo estava uma pintura de Norman Wilkinson, Plymouth Harbour, que pairava sobre uma lareira a carvão em mármore branco. Esta era a única lareira real a bordo:  as outras foram instaladas com aquecedores elétricos. Mesas quadradas com bordas elevadas (para evitar derramamento de bebida em climas difíceis) pontuavam a sala, cercadas por poltronas redondas estofadas em couro, de cor desconhecida (provavelmente verde ou borgonha).
À direita da lareira existia uma porta giratória que levava ao Verandah Café. O salão era no formato de U devido ao eixo de ventilação da sala de motor de turbina que ocupava a parte da frente do salão. Esta área também incluía banheiros.
Este salão era o local preferido dos jogadores que atravessavam o Atlântico. Jogadores profissionais de cartas (muitas vezes trapaceiros) também viajavam a bordo usando pseudônimos, e os comissários de bordo não podiam fazer nada a não ser alertar os passageiros sobre estes vigaristas, pois os passageiros jogavam por sua conta e risco. Ao menos quatro jogadores profissionais viajavam a bordo do Titanic. Charutos e bebidas podiam ser disponibilizados a pedido dos passageiros, e eram fornecidos pelos garçons do bar adjacente. O bar parava de servir às 23:30 h. e o próprio Salão de Fumantes fechava à meia-noite.

#### Condição nos destroços e artefatos
O Salão de Fumo foi destruido durante o naufrágio, estando localizado logo à frente do local em que a ruptura ocorreu em uma área que foi dilacerada durante o mergulho da popa no fundo do mar. Nenhuma imagem do Salão de Fumantes do Titanic é conhecida, apenas algumas do Olympic. Certos artefatos que faziam parte da decoração do Salão tem sido descobertos do campo de destroços, incluindo dois dos candelabros de bronze dourado e partes dos pisos de linóleo vermelho e azul.

### Loungeda Primeira Classe

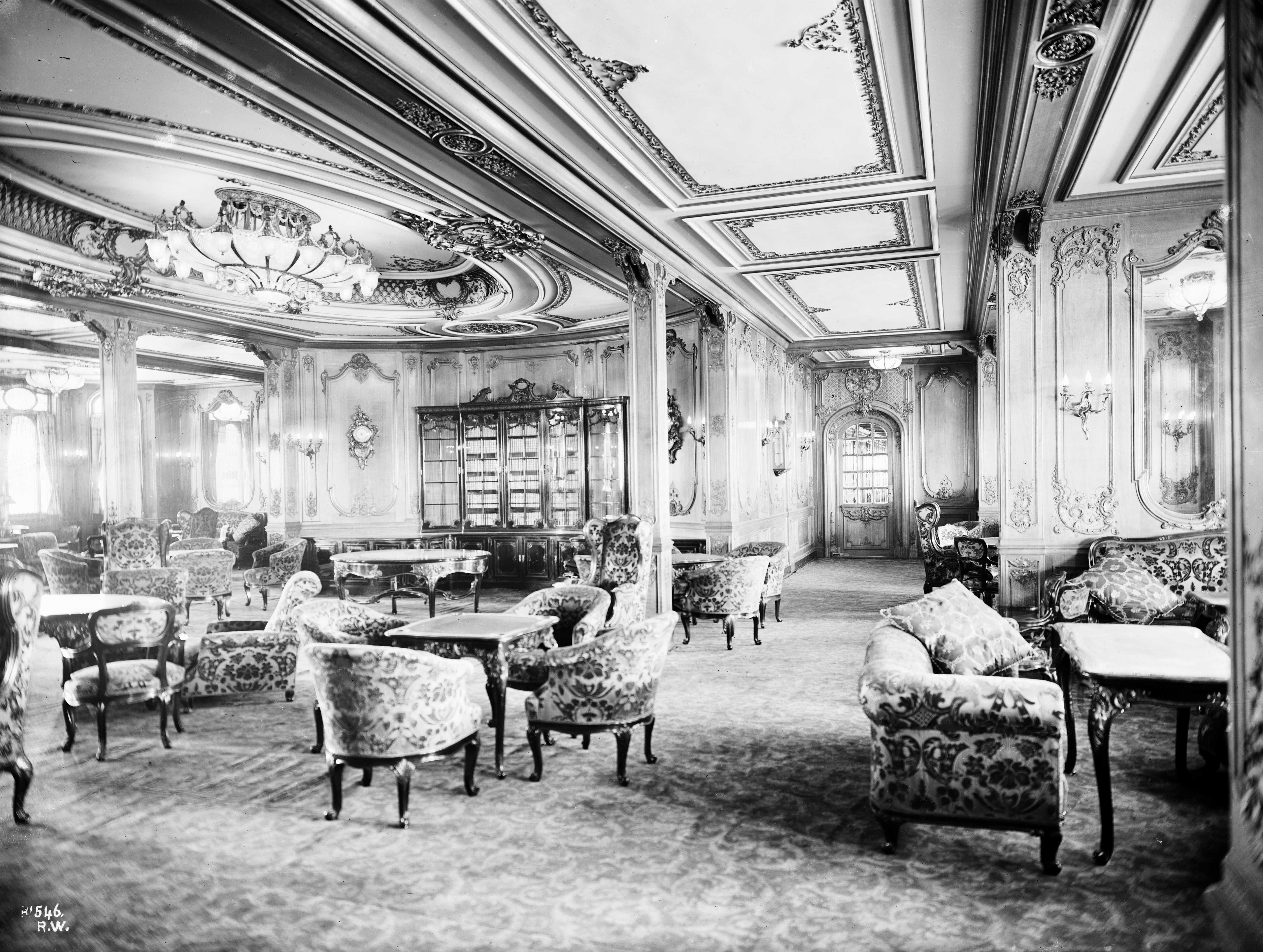
Lounge da primeira classe do Olympic

O Lounge da Primeira Classe era um dos salões públicos mais ornamentados a bordo do Titanic, modelado no estilo Luís XV segundo o Palácio de Versalhes. Ocupava um amplo espaço no meio do navio no Convés A, oferecendo vistas para o Convés de Passeio e para o oceano. Painéis de carvalho inglês intrincadamente esculpidos com motivos intermitentes de instrumentos musicais eram a característica dominante da sala. Arandelas de bronze e grandes espelhos arredondados foram instalados em  toda a sala. Um vidro opaco de 49 luzes e o lustre metálico com ornamentos em cristal ocupavam o recesso central do teto, que foi elaboradamente moldado com motivos de instrumentos. Ao lado da área de estar aberta havia alcovas aconchegantes com espelhos embutidos e grandes janelas de sacada de chumbo e vitrais.
O Lounge tinha uma altura impressionante de 3,74 metros, possível pois o teto no nível do Convés dos Botes foi elevado. Grupos de mesas e cadeiras, sofás e poltronas estofadas em veludo aveludado com padrões florais verdes e dourados estavam espalhados por toda parte. No centro da parede dianteira havia uma lareira decorativa de mármore cinza graciosamente esculpida (continha apenas um aquecedor elétrico). Uma réplica da estátua de Diana de Versalhes estava na lareira, com um grande espelho acima. Na extremidade oposta, a parede se curvava e continha uma ampla estante de mogno que funcionava como uma biblioteca para os passageiros da Primeira Classe. Eles poderiam escolher entre uma coleção permanente de clássicos e os últimos lançamentos, que eram recentemente estocados em cada viagem.
Aberto diariamente das 8 da manhã até ás 23:00 h., o salão era usado principalmente para socializar e tomar chá, café e refrescos antes e depois do jantar, servido por um pequeno bar anexo. Era um domínio predominantemente feminino, mas disponível para ambos os sexos; por causa de seu tamanho, também era conveniente para realizar shows e outros eventos para a primeira classe, como havia sido atestado no Olympic.

#### Artefatos doLounge
O lounge do Titanic foi destruído quando o navio se rompeu, pois estava localizado na área onde os conveses desabaram após o impacto com o fundo do mar.  Diversos pedaços dos destroços do Lounge foram identificados no campo de destroços ao redor do naufrágio, incluindo a estárua de Ártemis, arandelas de bronze e porções das molduras das janelas. Um pedaço de painel de carvalho lindamente esculpido que era pendurado acima da entrada da frente do Lounge foi recuperado dos destroços e pode ser visto no Museu Marítimo do Atlântico em Halifax, junto com uma perna de carvalho de uma das mesas do Lounge.
Os painéis e acessórios do Lounge do navio irmão do Titanic, o Olympic, que eram idênticos aos do Titanic, foram amplamente preservados na sala de jantar do White Swan Hotel em Alnwick, Inglaterra. Eles foram instalados depois de serem comprados em leilão quando o Olympic foi desmontado em 1935. Esta sala dá a melhor aproximação de como o Lounge parecia no Olympic e, assim, no Titanic. O impressionante lustre do Olympic está também preservado no Cutler's Hall em Sheffield, Inglaterra.

### Sala de Leitura e Escrita

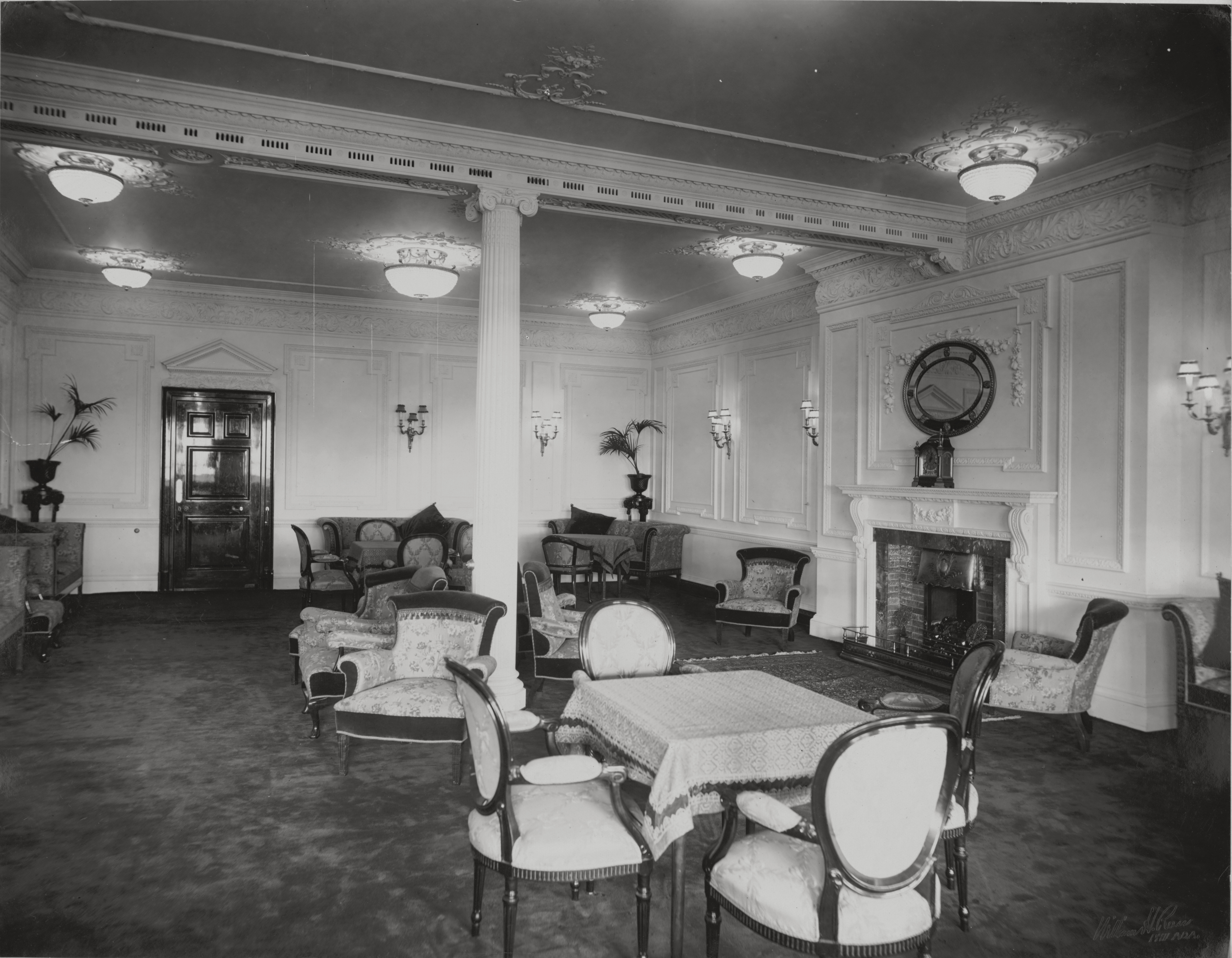
Sala de Leitura e Escrita do RMS Olympic

A Sala de Leitura e Escrita era um espaço de lazer no Convés A para relaxar, ler e escrever para casa, para a família e amigos. A sala ficava do lado de bombordo do longo corredor que ligava a Grande Escadaria ao Lounge e geralmente era um domínio feminino, embora os homens também pudessem usar a sala. Era dividida em duas zonas com uma espaçosa área principal e uma pequena área de lugares sentados à direita, separada por uma porta com uma janela oeil-de-boeuf. Como o Lounge, a sala foi erguida acima do Convés dos Botes, permitindo janelas de 3,35 metros de altura e uma maior sensação de espaço.
Decorado em um refinado estilo Georgiano e pintado de branco, a sala apresentava delicado trabalho de gesso combinado com painéis elegantes, colunas caneladas e uma lareira de mármore branco. Palmeiras em vasos em suportes altos foram colocadas nos cantos da sala, enquanto castiçais sombreados e candelabros de cristal frisados proporcionavam iluminação suave. Confortáveis sofás estofados de seda e cadeiras em tons de amarelo e azul foram agrupados em torno de mesas e escrivaninhas para maior conveniência. As janelas estavam cobertas de cortinas de seda cor-de-rosa e dava para o Convés de Passeio, permitindo que a luz do sol inundasse a sala. A popularidade deste espaço revelou-se decepcionante a bordo do Olympic e Thomas Andrews tinha planos de converter parte desta sala no Titanic em outros quartos de passageiros.

### Sala de Recepção

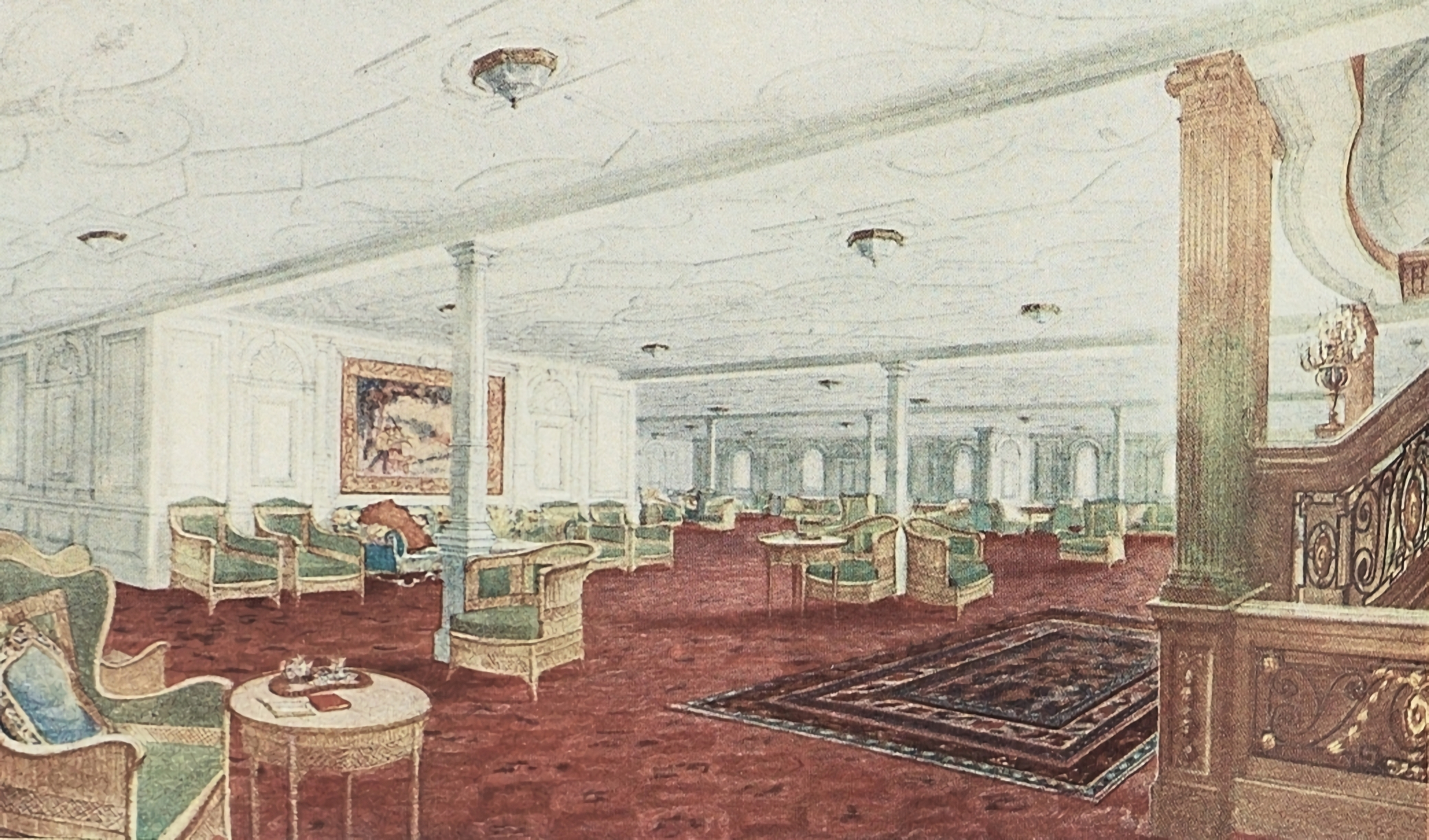
Recepção da Primeira Classe do Olympic e do Titanic

O Salão de Jantar da Primeira Classe no Convés D era precedido por uma ampla Sala de Recepção, de 460 m², localizada ao pé da Grande Escadaria da proa e abrangendo toda a largura do navio. Um candelabro ornamentado descansava no corrimão do meio na base da escada, cuja cor clara de carvalho contrastava calorosamente com a Sala de Recepção pintada de branco. A área da Recepção teria sido a primeira impressão do Titanic para muitos dos passageiros da Primeira Classe que entravam através dos dois vestíbulos de entrada em ambos os lados da escada. Após a Sala de Recepção, atrás da Grande Escadaria, estava o conjunto de três elevadores da Primeira Classe que tinham o comprimento da escadaria.

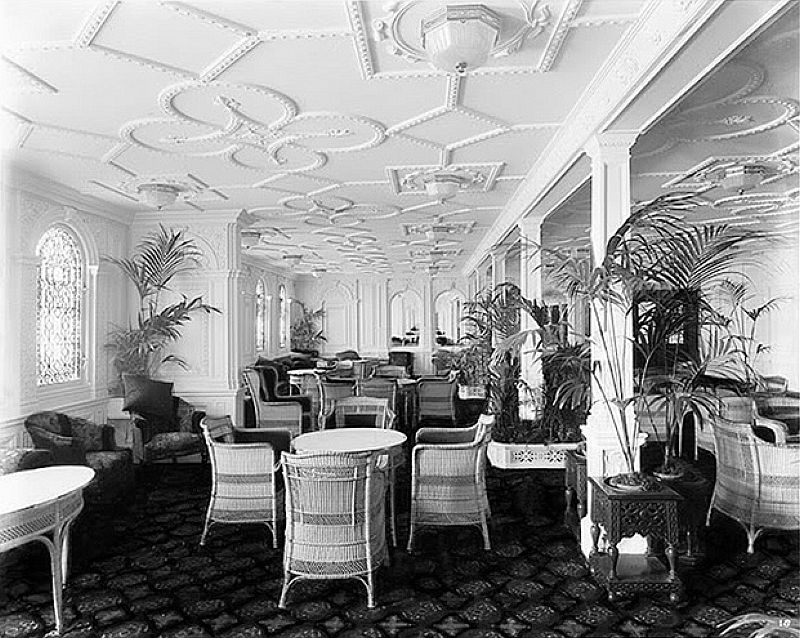
Sala de Recepção do Olympic com vista para o Salão de Jantar

A Sala de Recepção era decorada com painéis de mogno ricamente entalhado no estilo Jacobino pintados de branco. Decorada com confortáveis cadeiras de vime e Chesterfields estofados em seda de damasco verde, a sala teria sido notavelmente iluminada e arejada por causa das janelas de vidro com chumbo lindamente iluminadas que corriam ao longo de ambos os lados da sala. Estas eram acesas naturalmente durante o dia através de vigias escondidas atrás das janelas e eletricamente à noite. Em contraste com os pisos de linóleo no  Olympic, a Sala de Recepção do Titanic era coberta com tapetes de pelúcia Axminster e havia palmeiras em vasos embutidos nos cantos das alcovas. Um imponente peça de tapeçaria Aubusson, La Chasse du duc de Guise, era pendurado na frente da escada. Na parede perto da tapeçaria havia letras indicando o nome do Convés.
Foi relatado que na viagem inaugural do Olympic, cuja sala de recepção era um pouco menor, a sala rapidamente se enchia após o jantar. Do lado estibordo, havia uma área reservada para um quinteto e continha um piano Steinway. A Sala de Recepção do Titanic foi ampliada em contraste com o seu navio-irmão através de uma reconfiguração dos dois vestíbulos de entrada, reduzindo o seu tamanho e adicionando amplas entradas arqueadas na área de recepção.
A Sala de Recepção era aberta aos passageiros antes e depois das refeições. Aqui, a orquestra tocava das 16:00 às 17:00 h. enquanto o chá era servido, e depois do jantar, das 20:00 às 21:15 h. Comissários serviam licor e charutos até às 23:00 h., quando a sala era fechada. Geralmente, havia muitos espectadores na sala enquanto a orquestra tocava.

#### Vestíbulos de entrada
Tanto o Titanic como o Olympic apresentavam vestíbulos de entrada duplicados em seus lados de estibordo e bombordo dentro das salas de recepção do Convés D. Havia conjuntos de portas duplas para o passadiço dentro do casco, protegidas por grades de ferro forjado. Estas eram áreas parcialmente fechadas com o mesmo estilo de painéis no estilo georgiano; cada vestíbulo continha um grande aparador para armazenar porcelana. Um conjunto de portas francesas levava à Sala de Recepção, mas também havia uma ampla entrada em arco que levava aos elevadores. Corredores separados levavam dos vestíbulos para as cabines de Primeira Classe na parte dianteira do Convés D.
Os vestíbulos do Titanic diferiam daqueles no Olympic – eles foram reduzidos em tamanho para tornar a sala de recepção maior e eliminaram o corredor de comunicação entre os dois lados, a fim de ampliar os locais de espera do elevador. Os vestíbulos do Olympic continham as escadarias da Terceira Classe que desciam para o Convés E, que foram eliminadas no Titanic, e as elaboradas grades de ferro forjado que cobriam as portas do corredor eram exclusivas no Titanic.
Foi relatado que durante o naufrágio, o Segundo Oficial Charles Lightoller ordenou aos membros da tripulação para abrir as portas de entrada do passadiço no lado de bombordo no Convés D para carregar mais passageiros nos botes salva-vidas próximo ao nível do mar. A expedição de 1986 confirmou que uma das portas do lado de bombordo estava aberta e as portas internas recuaram. Isso teria aumentado significativamente a inundação do Titanic se a tripulação deixasse de fechar as portas.

#### Condição nos destroços
Desde a primeira exploração de James Cameron em 1995, a Sala de Recepção se tornou uma das salas melhores documentadas do interior do naufrágio do Titanic. É acessada com bastante facilidade através de um ROV a partir da escada da frente, embora haja uma camada profunda de sedimentos e rusticles pendurados que obscurecem grandes partes da sala. A exploração que deu origem ao filme Ghosts of the Abyss em 2001 descobriu que a Sala de Recepção do Titanic difere em diversos pequenos detalhes do Olympic: havia mais pilares de apoio, as grades decorativas das entradas dos elevadores eram diferentes, e havia uma porta de grade de ferro forjado completamente desconhecida na frente da entrada do passadiço no Convés D. A maioria das requintadas janelas de vidro com chumbo permanece “in situ”, juntamente com grande parte dos painéis de mogno, suportes de plantas embutidos, luminárias e estruturas esculpidas em torno dos pilares de suporte de aço da sala. Pequenas quantidades da tinta branca original sobrevivem nos vincos esculpidos da madeira, e várias das portas de vaivém com suas grades de bronze ainda estão penduradas nas portas do vestíbulo de entrada.

### Conveses de Passeio e dos Botes

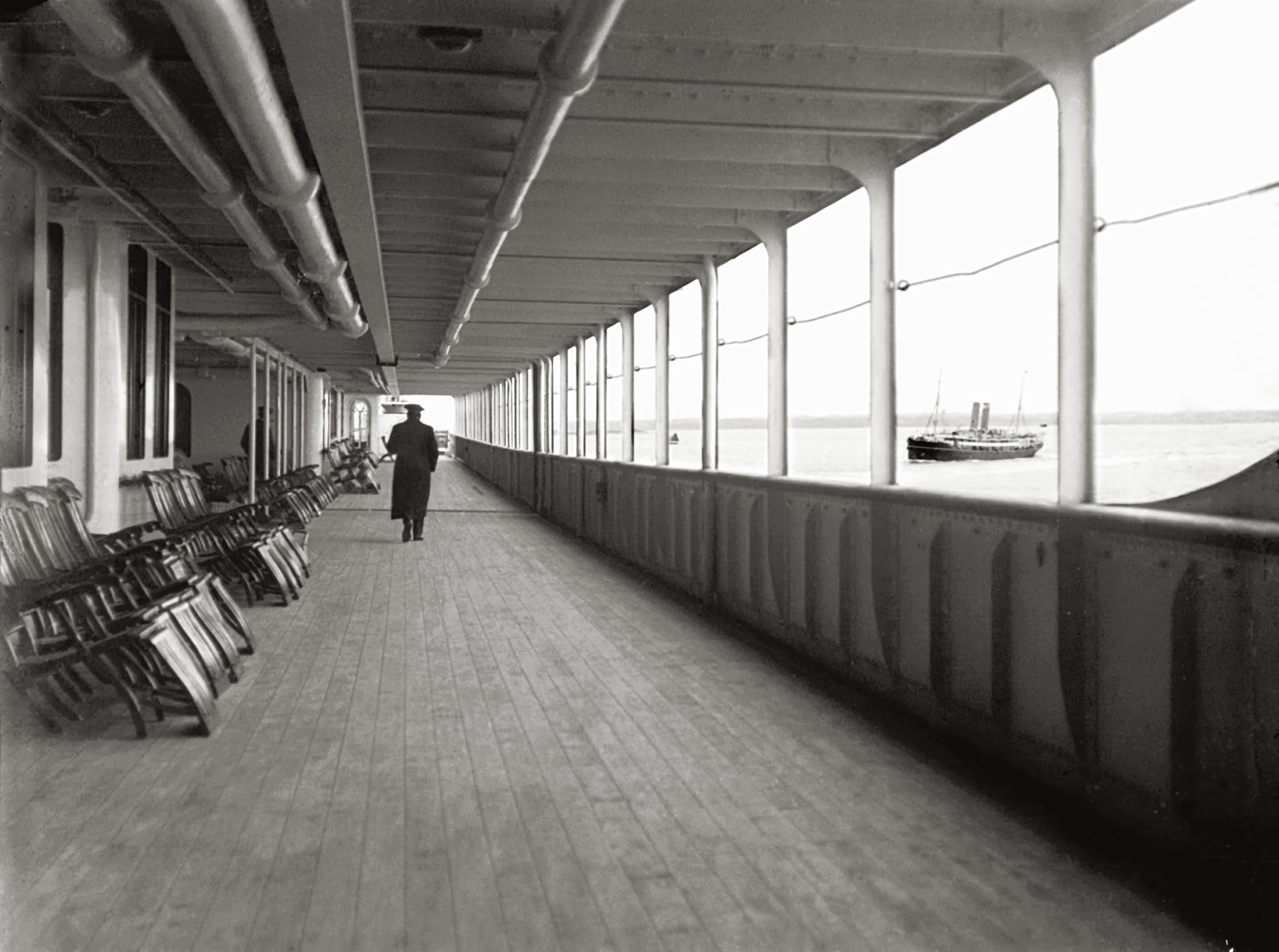
Convés de Passeio no Titanic. As janelas do Verandah Café ficam no primeiro plano

O Convés de Passeio cercava todo o Convés A e, juntamente com a parte central do Convés dos Botes, constituía o espaço ao ar livre para os passageiros da  Primeira Classe aproveitarem o ar marítimo e fazerem exercícios. As grandes salas públicas da Primeira Classe, com suas grandes janelas tipo de sacada, como o Salão de Fumantes e o Lounge, caracterizavam a extremidade posterior do Passeio. A extremidade dianteira distinguia-se pelas janelas da cabine que revestiam as paredes ao longo de ambos os lados, com suas pesadas molduras de bronze e painéis de vidro gravados. Partes deste convés tinham até 9,14 metros e nichos abrigados em pontos ao longo do convés eram usados para armazenar as dezenas de espreguiçadeiras de teca dobradas que os passageiros podiam alugar durante a viagem.
O final do Passeio era um grande espaço ao ar livre ladeado por dois grandes guindastes de carga. Esta parte do convés foi instalado com bancos de ferro forjado com ripas de madeira de onde os passageiros poderiam desfrutar de vistas da popa e do mar. O Reverendo Francis Browne tirou diversas fotos desta área do Titanic, incluindo a famosa que mostra o garoto de 12 anos Douglas Spedden lançando um pião ao lado de seu pai. Uma característica chave que distinguia o Titanic e seu navio irmão foi o Convés de Passeio fechado do Titanic, que foi instalado como proteção contra os elementos da natureza e reforçar a parte do navio propenso à pesada vibração. Ambos provaram ser problemas a bordo do  Olympic.
Espreguiçadeiras e mantas de viagem podiam ser alugadas no escritório dos comissários por 4 shillings/1 dólar cada, que se aplicava por toda a viagem. Os comissários traziam caldos e bebidas quentes para os passageiros aproveitarem se solicitados. Muitas vezes um passageiro podia passar o dia inteiro relaxando e lendo em sua espreguiçadeira. O Convés de Passeio era popular para jogos como o shuffleboard, deck quoits, dominó e xadrez, que poderiam ser obtidos com o Quartel-mestre.
A parte central do Convés dos Botes também servia como um convés de passeio ao ar livre com 61 metros de comprimento para passageiros da Primeira Classe entre o Passeio dos Oficiais, na extremidade dianteira, e o Passeio de Segunda Classe, mais à frente. O Ginásio estava localizado no lado de estibordo e o teto elevado do Lounge, 25 metros acima da linha da água, funcionava como um grande terraço onde as cadeiras podiam ser instaladas. Esta parte do convés era ocupada por apenas quatro dos 20 botes salva-vidas do Titanic, que foram colocados do lado de fora navio no início da viagem para deixar os conveses totalmente livres para a Primeira Classe.
As espreguiçadeiras do Titanic, 614 no total entre as áreas de Primeira e Segunda Classes, tornaram-se um dos artefatos mais reconhecíveis do navio. O padeiro chefe Charles Joughin é descrito jogando dúzias ao mar a partir do convés de passeio durante o naufrágio para ser usado como dispositivos de flutuação; navios que passavam pelo local nas semanas seguinte ao naufrágio encontraram "ilhas" de destroços flutuantes incluindo as espreguiçadeiras. Por volta de 10 espreguiçadeiras do Titanic são conhecidas hoje, incluindo uma no Museu Marítimo do Atlântico em Halifax, Nova Escócia e uma no Museu da Cidade de Nova Iorque.

### Grande Escadaria

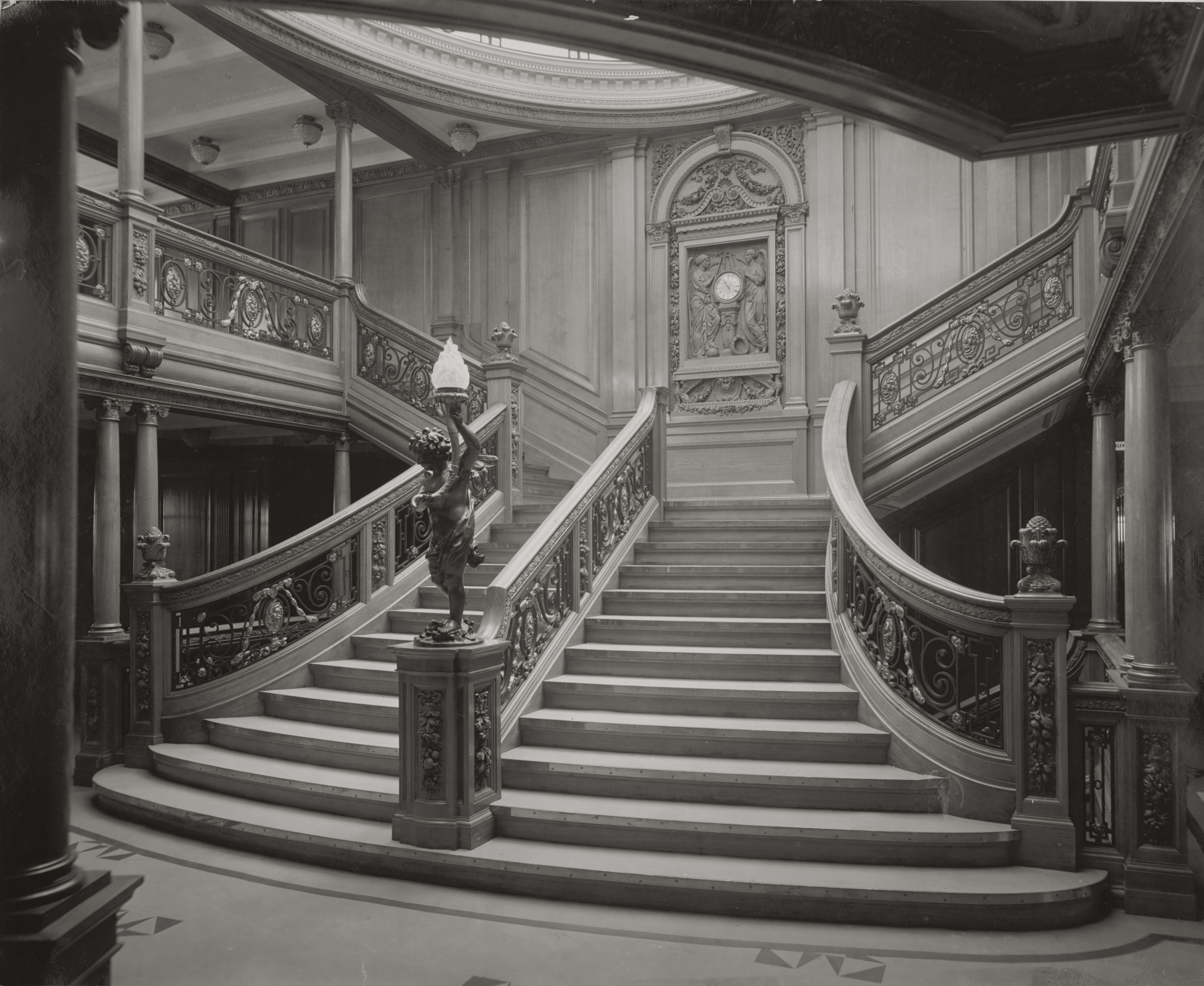
A Grande Escadaria a bordo do RMS Olympic

A Grande Escadaria foi uma das características mais impressionantes a bordo do Titanic e o centro da atividade da Primeira Classe. A escadaria principal ficava na parte dianteira do navio e começava no convés dos botes, se estendendo até o Convés E. Os conveses B e D tinham foyers de entrada em cada lado onde os passageiros da Primeira Classe podiam embarcar e desembarcar, e a entrada do Convés D levava diretamente para a Sala de Recepção. Cada nível foi construído em sólido carvalho-roble com curvas e espaços ao redor com painéis no elegante estilo neoclássico barroco inglês.
As balaustradas exibiam grades de ferro forjado com guirlandas de ormolu no estilo Luís XIV. O nível da Escadaria no Convés A foi sem dúvida o mais espetacular e é o mais reconhecível devido à sua frequente representação em filmes.
A escadaria foi coroada por uma extravagante cúpula de vidro e ferro forjado com um grande lustre no centro. Esta cúpula foi instalada no telhado do convés dos botes e fornecia luz natural para a escada antes de ser artificialmente iluminada à noite por trás. No patamar central da escadaria do Convés A havia um relógio requintadamente esculpido com figuras alegóricas de ambos os lados, conhecidas como Honour and Glory crowning Time. Ao pé da escada, no poste central da balaustrada do meio, havia um querubim de bronze segurando uma tocha elétrica. Os conveses B e C provavelmente tinham réplicas menores destes querubins em cada lado da escadaria, e continham pinturas a óleo de paisagens como os pontos focais de seus patamares em vez do relógio único no Convés A.
Da Grande Escadaria, um passageiro podia ter acesso a quase todas as instalações disponíveis na Primeira Classe, nível por nível:
- O nível do convés dos botes dava acesso ao espaço exterior do passeio, ao terraço, aos botes salva-vidas e ao ginásio adjacente. O nível do Convés A acessava as acomodações da Primeira Classe na parte da frente do navio e as grandes salas públicas localizadas mais à frente através de um longo corredor.
Vestíbulos de entrada abriam para o convés de passeio circundante da escadaria.
- Os conveses B e C conectavam aos principais corredores contendo a maior parte da acomodação da Primeira Classe, incluindo as extravagantes 'Suítes  Milionárias' localizadas imediatamente ao lado da escadaria no nível do Convés B. Do lado de estibordo da escadaria no Convés C ficava o escritório do comissário de bordo, onde os passageiros guardavam suas joias e outros pertences valiosos durante a viagem.
- No Convés D a escadaria abria diretamente para a Sala de Recepção e o Salão de Jantar anexo. Em vez de um querubim, o poste central da escada continha um impressionante candelabro dourado com luzes elétricas. Atrás das escadarias foram instalados os três elevadores de primeira classe que trafegavam entre os conveses E e A.
- No Convés E, a escadaria se estreitava e perdia a curva dos andares superiores; um modesto andar individual terminava no Convés F, onde os banhos turcos e a piscina podiam ser acessados.

## Grande Escadaria de popa

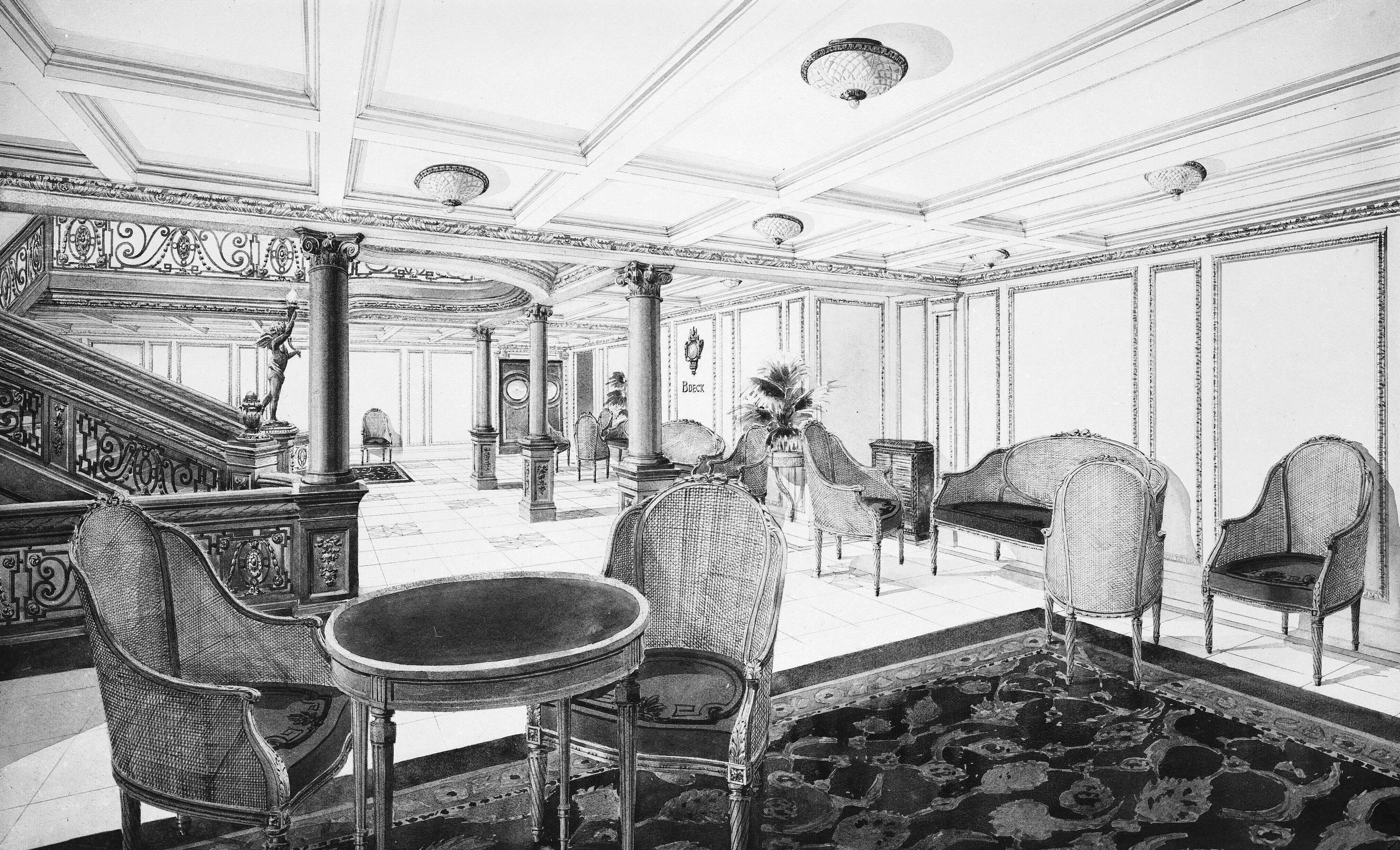
Área de recepção do Restaurante Á La Carte, localizado no nível do convés B da Grande Escadaria da popa do Titanic

Havia de fato uma segunda Grande Escadaria localizada mais à frente no navio, entre a terceira e a quarta chaminés. Era no mesmo estilo da Grande Escadaria da frente do navio com uma cúpula iluminada no centro, mas menor e instalada apenas entre os conveses A, B e C. Um relógio simples enfeitava o patamar principal em contraste com o ornamentado relógio "Honour and Glory Crowning Time". Podia-se acessar o Salão de Fumantes no nível do Convés A e o Lounge através de um longo caminho com portas giratórias no lado de bombordo. No Titanic havia duas suítes adicionais instaladas em ambos os lados da escada do Convés A, uma das quais foi ocupada por Thomas Andrews, o construtor do navio.
Todo o lobby do Convés B era usado como área de recepção para os clientes do Á La Carte Restaurant e do Café Parisien, especialmente desenhado no estilo Georgiano e pintado de branco assim como a Sala de Recepção no Convés D. Houve um recesso para o armazenamento de casacos e confortáveis assentos foram organizados em grupos por toda a sala. Isto era um contraste com o lobby do Convés B do Olympic, onde não havia sala de recepção do restaurante e o espaço do lobby era muito menor por causa de cabines adicionais e salas de armazenamento
Esta escadaria estava localizada logo atrás de onde o Titanic se partiu e naufrafou e foi totalmente destruída. Presume-se que seja a fonte de grande parte da madeira recuperada como destroços após o naufrágio.